# لوون خوجا-ایناتوف
لوون آلکساندری خوجا-ایناتوف (خوجا-ایناتیان) (ارمنی: Լևոն Ալեքսանդրի Խոջա-Էյնաթով (Խոջա-Էյնաթյան)؛ زاده ۱۰ مارس ۱۹۰۱ - درگذشته ۷ اکتبر ۱۹۵۴) آهنگساز اهل ارمنستان بود.

## زندگی‌نامه
وی در ۱۰ مارس ۱۹۰۱ در تفلیس در به دنیا آمد . وی همچنین برنده جوایزی همچون نشان برجسته افتخار و چهره هنری شایسته ارمنستان شوروی شد. وی در ۷ اکتبر ۱۹۵۴ در سن ۵۳ سالگی در سن پترزبورگ درگذشت.